# Осетник (Вармінсько-Мазурське воєводство)
Осетник (пол. Osetnik, нім. Wusen) — село в Польщі, у гміні Орнета Лідзбарського повіту Вармінсько-Мазурського воєводства.
Населення — 107 осіб (2011).
У 1975-1998 роках село належало до Ельблонзького воєводства.

## Демографія
Демографічна структура станом на 31 березня 2011 року:
|          | Загалом | Допрацездатний вік | Працездатний вік | Постпрацездатний вік |
| -------- | ------- | ------------------ | ---------------- | -------------------- |
| Чоловіки | 53      | 11                 | 34               | 8                    |
| Жінки    | 54      | 14                 | 27               | 13                   |
| Разом    | 107     | 25                 | 61               | 21                   |